# Panini Group
Panini је италијанско предузеће са седиштем у Модени, названо по браћи Панини која су га основала 1961. године. Производи књиге, стрипове, часописе, налепнице, сличице и друге артикле преко својих колекционарских и издавачких подружница. Дистрибуира сопствене производе и производе трећих добављача. Одржава Одељење за лиценцирање за куповину и препродају лиценци и пружање агенција за појединце и новине који желе да купе права и лиценце за стрип. Преко своје подружнице, предузеће користи софтвер који се активира гласом за снимање фудбалске статистике, која се затим продаје агентима, тимовима, медијским кућама и произвођачима видео-игара.
New Media управља апликацијама на интернету овог предузећа и остварује приход од продаје садржаја и података. Удруживши се са ФИФА-ом 1970. године, Panini је објавио свој први албум са самолепљивим сличицама за Светско првенство у фудбалу за Светско првенство 1970. године. Од тада, прикупљање и размена сличица и налепница постало је део искуства Светског првенства, посебно за млађе генерације. Године 2017. албум са самолепљивим сличицама за Светско првенств из 1970. који је потписао Пеле продат је за рекордних 10.450 фунти.
Panini је до 2015. производио сличице и налепнице за УЕФА Лигу шампиона. Од 2019. има лиценцна права за међународна такмичења у фудбалу као што су ФИФА Светско првенство, УЕФА Лига нација и Копа Америка, као и домаће лиге укључујући Премијер лигу (од сезоне 2019/2020), шпанску Ла лигу, италијанску Серију А и аргентинску прву лигу.